# Moartea obosită
Moartea obosită (în germană Der müde Tod) este un film de groază german din 1921 regizat de Fritz Lang Rolurile principale sunt interpretate de actorii Lil Dagover, Walter Janssen și Bernhard Goetzke.
Moartea obosită este o povestea romantică-tragică a unei tinere care își recuperează soțul din ghearele morții.

## Distribuție
- Lil Dagover
- Walter Janssen
- Bernhard Goetzke
- Rudolf Klein-Rogge

## Legături externe
- Destiny la Internet Movie Database
- Destiny la Allmovie
- Destiny la Rotten Tomatoes
- Der müde Tod on SilentEra.com.

## Vezi și
- Listă de filme de groază din anii 1920
- Listă de filme fantastice înainte de 1930